# Paul Bertrand
Paul Charles Édouard Bertrand (10 de julio de 1879, Loos-lez-Lille-24 de febrero de 1944, París) fue un botánico, y paleobotánico francés.
Era hijo del también paleobotánico Charles E. Bertrand (1851-1917). Estudió en Lille y recibió su licenciatura en Ciencias Naturales en 1903 y su doctorado en Ciencias en 1909. Enseñó botánica en Lille y recibe un puesto especialmente creado para él, de paleobotánica en 1927. Se convirtió en profesor de anatomía comparada de las plantas en el Museo Nacional de Historia Natural de Francia en 1933.
Fue autor de Bassin houiller de la Sarre et de la Lorraine (1930-1932), la Liste provisoire des sphenoptéris du bassin houiller du Nord de la France (1944) y Végétaux vasculaires, introduction à l'étude de l'anatomie comparée, suivie de notes originales (1947). Se dedicó al estudio de las plantas fósiles, incluyendo algas y helechos.
- La abreviatura «P.Bertrand» se emplea para indicar a Paul Bertrand como autoridad en la descripción y clasificación científica de los vegetales.[1]